# 12047 Хідеомітані
12047 Хідеомітані (12047 Hideomitani) — астероїд головного поясу, відкритий 3 квітня 1997 року.
Тіссеранів параметр щодо Юпітера — 3,231.